# Parc Nacional Serra da Bocaina
El Parc Nacional Serra da Bocaina es localitza en la divisòria entre els estats del Rio de Janeiro i de São Paulo, en la regió Sud-est del Brasil. És un segment de la Serra do Mar.
El Parc nacional Serra da Bocaina va ser creat per Decret Federal el 1971, comprèn una àrea aproximada de 134 mil hectàrees i una expressiva biodiversitat. La creació del parc va tenir com a objectiu la implantació d'un escut de vegetació nativa, en els vessants de la Serra do Mar com a protecció d'un eventual accident nuclear en les fàbriques d'Angra I i II.
La seu del parc queda a la ciutat de São José do Barreiro, a l'Estat de São Paulo. És administrat per l'Institut Chico Mendes de Conservació de la Biodiversitat (ICMBio).
Entre la fauna del parc en destaquen el jaguar, el puma, el Peresós de collar, Callithrix aurita, i incomptables espècies d'aus.

## Atraccions turístiques

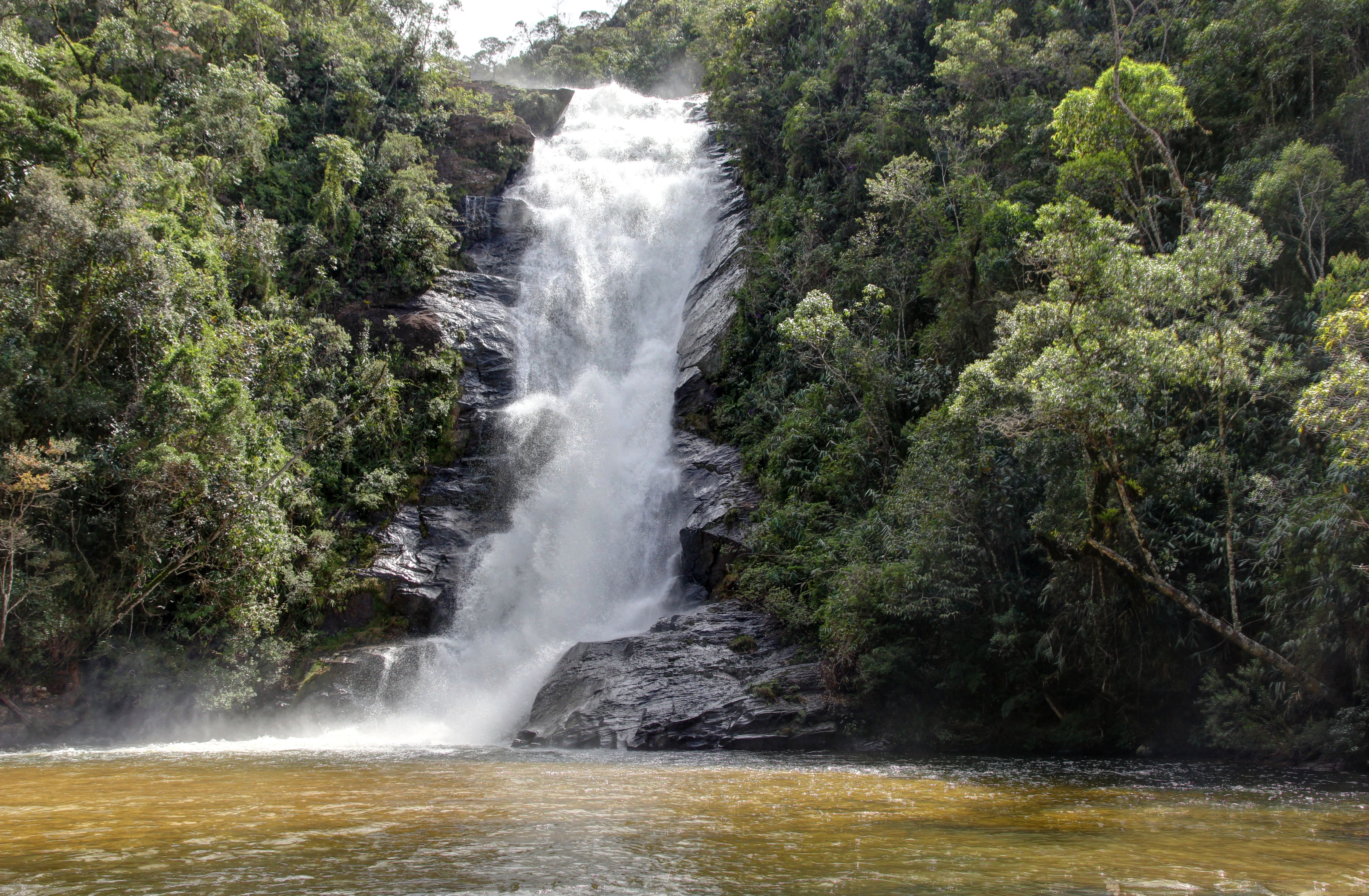
Cachoeira Santo Isidro.

El parc ofereix una àmplia gama d'atraccions turístiques naturals, tals com la Cachoeira Santo Isidro, la Cachoeira das Posses i més en l'interior del parc, la Cachoeira dos Veados. L'entrada del parc marca també l'inici del tram final de la Trilha do Ouro, amb una extensió aproximada de 73 quilòmetres, i que acaba en la platja de Mambucaba, a Angra dos Reis.
El seu punt més elevat és el Pico do Tira o Chapéu, que assoleix els 2088 metres per sobre del nivell del mar, un dels punts més alts de l'Estat de São Paulo.

## Fauna

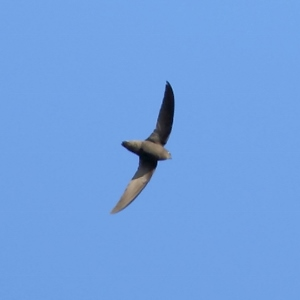
Chaetura meridionalis - observació d'aus (Bird watching), una de moltes activitats que poden ser gaudides pels visitants del Parc Nacional Serra da Bocaina.

Prop de 300 espècies d'ocells van ser registrats en el parc, aliat a l'extensió i a l'estat de preservació d'aquest, són condicions ideals per a l'activitat d'observació d'aus. Entre les espècies d'ocells més comuns en destaquen Pulsatrix koeniswaldiana, Chaetura meridionalis, Knipolegus cyanirostris.

## Flora
S'estima que el 60% de la vegetació està composta per mata nativa (mata Atlàntica), i que la resta sigui mata regenerada (secundària) fa més de 30 anys. Entre les espècies de la flora en destaquen els araucàries, cedres, Cecropia, arecàcies i bromèlies.
En la regió estan identificats tres tipus de formacions vegetacionais: floresta ombròfila densa, vegetació dominant; Floresta ombròfila mixta on són destaquis Araucaria angustifolia i el Podocarpus lambertii, i els camps d'altitud.